# Pic del Sirvent
Le pic del Sirvent est un sommet culminant entre 2 749 et 2 751 mètres d'altitude,, situé à la frontière entre la paroisse d'Escaldes-Engordany en Andorre et la commune de Lles de Cerdanya en Espagne.

## Toponymie
Pic a le même sens en catalan qu'en français et désigne un sommet pointu par opposition aux tossa et bony fréquemment retrouvés dans la toponymie andorrane et qui correspondent à des sommets plus « arrondis ». Pic est un terme d'origine latine.
Le toponyme Sirvent est également d'origine latine et dérive de serviens, -tis (« serviteur »).

## Géographie

### Géologie
Le pic est formé de granite alcalin et se trouve, comme tout le Sud-Est de l'Andorre, sur le batholite granitique de Mont-Louis-Andorre qui s'étend jusqu'en Espagne et couvre une surface de 600 km2.